# Magritte du meilleur acteur dans un second rôle
Le Magritte du meilleur acteur dans un second rôle est une récompense décernée depuis 2011 par l'Académie André Delvaux, laquelle décerne également tous les autres Magritte du cinéma.

## Palmarès

### Années 2010
| Année | Acteur            | Film                          |
| ----- | ----------------- | ----------------------------- |
| 2011  | Jan Decleir       | Les Barons                    |
| 2011  | Benoît Poelvoorde | Coco avant Chanel             |
| 2011  | Yannick Renier    | Élève libre                   |
| 2011  | François Damiens  | L'Arnacœur                    |
| 2011  | Laurent Capelluto | OSS 117 : Rio ne répond plus  |
| 2012  | Jérémie Renier    | Potiche                       |
| 2012  | Laurent Capelluto | Où va la nuit                 |
| 2012  | Bouli Lanners     | Kill Me Please                |
| 2012  | Didier Toupy      | Les Géants                    |
| 2013  | Bouli Lanners     | De rouille et d'os            |
| 2013  | Jean-Luc Couchard | Dead Man Talking              |
| 2013  | Denis Mpunga      | Dead Man Talking              |
| 2013  | Dieudonné Kabongo | L'Envahisseur                 |
| 2014  | Laurent Capelluto | Le Temps de l'aventure        |
| 2014  | Bouli Lanners     | 11.6                          |
| 2014  | Olivier Gourmet   | Grand Central                 |
| 2014  | David Murgia      | Je suis supporter du Standard |
| 2014  | Renaud Rutten     | Une chanson pour ma mère      |
| 2015  | Jérémie Renier    | Saint Laurent                 |
| 2015  | David Murgia      | Je te survivrai               |
| 2015  | Olivier Gourmet   | La Marche                     |
| 2015  | François Damiens  | Suzanne                       |
| 2016  | Laurent Capelluto | L'Enquête                     |
| 2016  | Marc Zinga        | Dheepan                       |
| 2016  | David Murgia      | Le Tout Nouveau Testament     |
| 2016  | Arno Hintjens     | Préjudice                     |
| 2017  | David Murgia      | Les Premiers, les Derniers    |
| 2017  | Laurent Capelluto | Je suis un soldat             |
| 2017  | Sam Louwyck       | Keeper                        |
| 2017  | Charlie Dupont    | Un petit boulot               |
| 2018  | Jean-Benoît Ugeux | Le Fidèle                     |
| 2018  | Patrick Descamps  | Chez nous                     |
| 2018  | David Murgia      | Angle mort                    |
| 2018  | Laurent Capelluto | Faut pas lui dire             |
| 2019  | Arieh Worthalter  | Girl                          |
| 2019  | Pierre Nisse      | Laissez bronzer les cadavres  |
| 2019  | Bouli Lanners     | Tueurs                        |
| 2019  | Yoann Blanc       | Une part d'ombre              |

### Années 2020
| Année | Acteur            | Film                     |
| ----- | ----------------- | ------------------------ |
| 2020  | Arieh Worthalter  | Duelles                  |
| 2020  | Bouli Lanners     | De Patrick               |
| 2020  | Jonathan Zaccaï   | Le Grand Bain            |
| 2020  | Othmane Moumen    | Le Jeune Ahmed           |
| 2022  | Gilles Remiche    | Une vie démente          |
| 2022  | Benoît Poelvoorde | Adoration                |
| 2022  | Sam Louwyck       | Jumbo                    |
| 2022  | Patrick Descamps  | Les Intranquilles        |
| 2023  | Igor Van Dessel   | Close                    |
| 2023  | Mehdi Dehbi       | La Conspiration du Caire |
| 2023  | Jérémie Renier    | Novembre                 |
| 2023  | Tijmen Govaerts   | Tori et Lokita           |

## Nominations et récompenses multiples
Deux récompenses et quatre nominations :
- Laurent Capelluto : récompensé en 2014 pour Le Temps de l'aventure et en 2016 pour L'Enquête, et nommé en 2011 pour OSS 117 : Rio ne répond plus, en 2012 pour Où va la nuit, en 2017 pour Je suis un soldat et en 2018 pour Faut pas lui dire.

Deux récompenses et une nomination :
- Jérémie Renier : récompensé en 2012 pour Potiche et en 2015 pour Saint Laurent, et nommé en 2023 pour Novembre.

Deux récompenses :
- Arieh Worthalter : en 2019 pour Girl et en 2020 pour Duelles.

Une récompense et quatre nominations :
- David Murgia : récompensé en 2017 pour Les Premiers, les Derniers, et nommé en 2014 pour Je suis supporter du Standard, en 2015 pour Je te survivrai, en 2016 pour Le Tout Nouveau Testament et en 2018 pour Dode hoek.
- Bouli Lanners : récompensé en 2013 pour De rouille et d'os, et nommé en 2012 pour Kill Me Please, en 2014 pour 11.6, en 2019 pour Tueurs et en 2020 pour De Patrick.

Deux nominations :
- François Damiens : en 2011 pour L'Arnacœur et en 2015 pour Suzanne.
- Olivier Gourmet : en 2014 pour Grand Central et en 2015 pour La Marche.
- Benoît Poelvoorde : en 2011 pour Coco avant Chanel et en 2022 pour Adoration.
- Sam Louwyck : en 2017 pour Keeper et en 2022 pour Jumbo.
- Patrick Descamps : en 2018 pour Chez nous et en 2022 pour Les Intranquilles.